# Alessandra Torresani
Alessandra Olivia Toreson, conhecida como Alessandra Torresani (Palo Alto, 29 de maio de 1987) é uma atriz estadunidense. Ela estuda canto e dança desde os dois anos de idade e com oito anos tinha um emprego de entrevistadora na área de desenhos animados no The WB Television Network. Ela também é faixa-preta em taekwondo e venceu muitas competições nacionais e internacionais de dança.

## Biografia
Ela estreou como atriz apresentando um programa infantil na televisão. No cinema, ele estreou no filme Going to the Mat. Outras aparições na TV incluem Even Stevens, JAG, ER, The War at Home, Malcolm In The Middle, Arrested Development,  Terminator: The Sarah Connor Chronicles e CSI.
Em 2010, ela foi protagonista do seriado de televisão Caprica, um spin-off do novo seriado Battlestar Galactica de 2003, no papel de Zoe Graystone. No mesmo ano, ela fez um ensaio para a revista Maxim. Atualmente ela estreia um sitcom feito especialmente para Internet, chamado Husbands, com boa receptividade do público.
Em 2011, ela apareceu em 3 episódios na série de terror American Horror Story: Murder House, no papel de Stephanie Boggs.